# Ла Бреа (телесеріал)
«Ла Бреа» (англ. La Brea) — американський драматичний телесеріал, прем'єра відбулася на американському телеканалі NBC 28 вересня 2021 року. Творець шоу Девід Аппельбаум.
12 листопада 2021 року телесеріал був продовжений на другий сезон прем'єра якого відбулась 27 вересня 2022 року. 31 січня 2023 року телесеріал було продовжено на третій сезон. Прем'єра третього та заключного сезону відбулася 9 січня 2024 року.

## Сюжет
Звичайний ранок галасливого Лос-Анджелеса. Натовпи поспішають у своїх справах, навіть не звертаючи уваги на те, що відбувається навколо. Але раптово трапляється те, що змушує всіх не просто зупинитися, а завмерти від страху. У самому центрі міста звідки з'являється величезна вирва. Її надра миттєво поглинають у лякаючу темряву не лише людей, машини, а й величезні будинки. Всі в паніці біжать від жахливого провалу, але сотні людей все ж таки виявляються затягнутими в безодню. Багато сімей втрачають своїх рідних і ні в кого немає пояснення того, що відбувається. Але тим, хто потрапив у вирву, вдається вижити. Всі вони опиняються в загадковій первісній країні, далекої від цивілізації та повної небезпек. Серед них і подружжя Клер та Гевін Харріс.
Цей страшний ранок, який розділив їхню сім'ю і життя, вони не забудуть ніколи, адже в Лос-Анджелесі залишилися їхні діти. Але як повернутися назад? Розуміючи, що зараз не найкращий час для сварок та склок, що потрапили до загадкової країни, вирішують об'єднатися. Не впевнені, що люди, що залишилися у звичному світі, зможуть їм допомогти та повернути додому, вони самі починають шукати шляхи до порятунку. Але вижити в суворих умовах людям, звичним до комфорту, виявляється не так просто. На кожному кроці їх підстерігають первісні хижаки та інші небезпеки. Їм доведеться докласти чимало зусиль, щоб залишитися живими, а головне, переосмислити своє колишнє життя і зрозуміти причину того, що сталося з ними.

## Актори та персонажі

### Головний склад
- Наталі Зіа — Єва Гарріс, працює менеджером, падає у воронку
- Овен Макен — Гевін Гарріс, відчужений чоловік Єви та колишній військовий льотчик, який бачив доісторичну землю
  - Дизель Ла Торрака – Ісая, молодий хлопчик в минулому, який виростає, щоб стати Гевіном Гаррісом після того, як його відправили крізь час
- Чіке Оконкво в — ТайТай Коулман, терапевт, з яким дружить Єва
- Каріна Лог —  Мерібет Хілл, офіцер поліції з Батон-Руж, штат Луїзіана, яка була в Лос-Анджелесі, розшукуючи свого сина Лукаса
- Зіра Горецкі — Ізі Гарріс, донька  Єви та Гевіна, яка втратила ліву ногу в автомобільній аварії, коли її віз додому сусід.
- Джек Мартін — Джош Харріс, син Єви, який падає у воронку.
- Вероніка Сент-Клер — Райлі Велес, дочка доктора Сема Велеса, з якою дружить Джош.
- Рохан Мірчандані —  Скотта Ісран, аспірант з антропології з Австралії, який працював у Музеї Джорджа К. Пейджа та постійно вживає наркотики для відпочинку.
- Лілі Сантьяго — Вероніки Кастільо, релігійна молода жінка, яка сильно постраждала, коли її очевидного батька Аарона вбив вовк.
- Хлоя Де Лос Сантос — Ліллі Кастільо, дівчина яка прикидається, що не може говорити, і видала себе за сестру Вероніки, коли її викрали Вероніка та Аарон.
- Мішель Вергара Мур — Елли Джонс, доросла версії Лілі, яка пішла за Ісаєю, щоб стати художницею.
- Джон Седа — доктор Сем Велес, батько Райлі, лікар і колишній SEAL.
- Джош Маккензі — Лукаса Хейса, відчуженого сина Мерібет, який займається торгівлею героїном і має погані стосунки з мамою з того часу, як вона застрелила його тата.
- Ніколас Гонсалес — Леві Дельгадо, льотчик ВПС США і давній друг родини Гарріс.

### Другорядний склад
- Айон Скай — Джессіка Харріс, прийомна сестра Гевіна та тітка Іззі та Джоша
- Вірджинія Лавердюр — доктора Софії Нейтан, співробітник Міністерства оборони США, яка досліджує воронку.
- Тобі Траслов — старший агент Адам Маркман, оперативник Міністерства оборони США та співробітник доктора Натана, який досліджує воронку.
- Пачаро Мзембе —  Тоні Гріна, чоловіка, який впав у воронку.
- Стівен Лопес —  Біллі Фішер чоловік Тоні, який впав у воронку й втратив окуляри
- Демієн Фотіу — Юда
- Мін-Чжу Хі —  доктор Ребекка Олдрідж, урядовий вчений, яка знає більше про часові портали та воронки, ніж дозволяє, і яка, здається, керує та/або впливає на дії та рішення, прийняті іншими персонажами.
- Марк Лі —  Сайласа, старого в минулому та діда Ісаї, який проживає у фортеці. Сайлас — науковий колега Олдріджа з майбутнього, який вів записи про відкриття тимчасових порталів у 10 000 років до нашої ери з майбутнього, живучи у форті.
- Тонанцін Кармело — Паара, етнічний корінний американець, який досконало володіє сучасною англійською, живе і має високе становище у форті. У розповіді ще не ясно, чи вона родом з 10 000 до н.е. чи з іншого періоду часу.
- Мартін Сенсмеєр — Таамет

## Сезони
| Сезон | Сезон | Епізоди | Дата показу     | Дата показу       |
| Сезон | Сезон | Епізоди | Прем'єра        | Фінал             |
| ----- | ----- | ------- | --------------- | ----------------- |
|       | 1     | 10      | 28 вересня 2021 | 30 листопада 2021 |
|       | 2     | 14      | 27 вересня 2022 | 28 лютого 2023    |
|       | 3     | 6       | 9 січня 2024    | 13 лютого 2024    |

### Список епізодів
| № серії (загалом) | № серії (в сезоні) | Назва серії       | Режисер(и)      | Сценарист(и)        | Оригінальна дата показу | Глядачів в США (млн) |
| ----------------- | ------------------ | ----------------- | --------------- | ------------------- | ----------------------- | -------------------- |
| 1                 | 1                  | «Pilot»           | Тор Фройденталь | Буде визначено      | 28 вересня 2021         | 6.37                 |
| 2                 | 2                  | «Day Two»         | Чери Ноулан     | Буде визначено      | 5 жовтня 2021           | 5.05                 |
| 3                 | 3                  | «The Hunt»        | Адам Дэвидсон   | Буде визначено      | 12 жовтня 2021          | 5.09                 |
| 4                 | 4                  | «The New Arrival» | Тор Фройденталь | Закия Александр     | 19 жовтня 2021          | 5.12                 |
| 5                 | 5                  | «The Fort»        | Грег МакЛин     | Арика Лисан Миттман | 26 жовтня 2021          | 5.20                 |